# Rhamphorhynchus
Rhamphorhynchus var ett släkte flygödlor som levde under jura-tiden och åt insekter, groddjur och fiskar.